# Polska na Letnich Igrzyskach Olimpijskich 1988
| Występy Polaków na Letnich Igrzyskach Olimpijskich 1988 |     |       |        |      |      |      |      |      |      |        |
| Sportowcy                                               | Lp. | złoto | srebro | brąz | 4 m. | 5 m. | 6 m. | 7 m. | 8 m. | Punkty |
| 143                                                     | 20. | 2     | 5      | 9    | 4    | 14   | 4    | 8    | 5    | 223    |

## Zdobyte medale
| Medale według dni | Medale według dni | Medale według dni | Medale według dni | Medale według dni | Medale według dni | Medale według dni |
| ----------------- | ----------------- | ----------------- | ----------------- | ----------------- | ----------------- | ----------------- |
| Dzień             | Data              |                   |                   |                   |                   |                   |
| Dzień 0           | 17.09             | –                 | –                 | –                 | –                 |                   |
| Dzień 1           | 18.09             | 0                 | 1                 | 0                 | 1                 |                   |
| Dzień 2           | 19.09             | 0                 | 0                 | 0                 | 0                 |                   |
| Dzień 3           | 20.09             | 0                 | 1                 | 0                 | 1                 |                   |
| Dzień 4           | 21.09             | 1                 | 0                 | 1                 | 2                 |                   |
| Dzień 5           | 22.09             | 0                 | 0                 | 0                 | 0                 |                   |
| Dzień 6           | 23.09             | 0                 | 1                 | 1                 | 2                 |                   |
| Dzień 7           | 24.09             | 0                 | 0                 | 0                 | 0                 |                   |
| Dzień 8           | 25.09             | 0                 | 0                 | 1                 | 1                 |                   |
| Dzień 9           | 26.09             | 0                 | 1                 | 0                 | 1                 |                   |
| Dzień 10          | 27.09             | 0                 | 0                 | 0                 | 0                 |                   |
| Dzień 11          | 28.09             | 1                 | 0                 | 0                 | 1                 |                   |
| Dzień 12          | 29.09             | 0                 | 0                 | 2                 | 2                 |                   |
| Dzień 13          | 30.09             | 0                 | 1                 | 3                 | 4                 |                   |
| Dzień 14          | 01.10             | 0                 | 0                 | 1                 | 1                 |                   |
| Dzień 15          | 02.10             | 0                 | 0                 | 0                 | 0                 |                   |

| Medal  | Zawodnik                                                             | Dyscyplina           | Konkurencja                    | Rezultat        | Data           |
| ------ | -------------------------------------------------------------------- | -------------------- | ------------------------------ | --------------- | -------------- |
| Złoto  | Andrzej Wroński                                                      | Zapasy               | styl klasyczny, waga ciężka    | 3:1             | 21 września    |
| Złoto  | Waldemar Legień                                                      | Judo                 | waga półśrednia                | ippon           | 28 września    |
| Srebro | Joachim Halupczok Zenon Jaskuła Marek Leśniewski Andrzej Sypytkowski | Kolarstwo            | drużynowa jazda na czas        | 1:57:54.2       | 18 września    |
| Srebro | Andrzej Głąb                                                         | Zapasy               | styl klasyczny, waga papierowa | 0:3             | 20 września    |
| Srebro | Janusz Olech                                                         | Szermierka           | szabla                         | 4:10            | 23 września    |
| Srebro | Janusz Pawłowski                                                     | Judo                 | waga półlekka                  | yusei-gachi     | 26 września    |
| Srebro | Marek Dopierała Marek Łbik                                           | Kajakarstwo          | kanadyjki dwójka 500 m         | 1:43,61         | 30 września    |
| Brąz   | Józef Tracz                                                          | Zapasy               | styl wolny, waga półśrednia    | 3:0             | 21 września    |
| Brąz   | Artur Wojdat                                                         | Pływanie             | 400 m stylem dowolnym          | 3:47,34         | 23 września    |
| Brąz   | Sławomir Zawada                                                      | Podnoszenie ciężarów | waga lekkociężka               | 400,0           | 25 września    |
| Brąz   | Jan Dydak                                                            | Boks                 | waga półśrednia                | walkower        | 29 września    |
| Brąz   | Andrzej Gołota                                                       | Boks                 | waga ciężka                    | przerwana walka | 29 września    |
| Brąz   | Izabela Dylewska                                                     | Kajakarstwo          | jedynka 500 m                  | 1:57,38         | 30 września    |
| Brąz   | Henryk Petrich                                                       | Boks                 | waga półciężka                 | poddana walka   | 30 września    |
| Brąz   | Janusz Zarenkiewicz                                                  | Boks                 | waga superciężka               | walkower        | 30 września    |
| Brąz   | Marek Dopierała Marek Łbik                                           | Kajakarstwo          | kanadyjki dwójka 1000 m        | 3:54,33         | 1 października |

### Indywidualna klasyfikacja medalowa
| Lp. | Zawodnik                               | złoto | srebro | brąz |   |
| --- | -------------------------------------- | ----- | ------ | ---- | - |
| 1   | Waldemar Legień (judo)                 | 1     | 0      | 0    | 1 |
| 1   | Andrzej Wroński (zapasy)               | 1     | 0      | 0    | 1 |
| 2   | Marek Dopierała (kajakarstwo)          | 0     | 1      | 1    | 2 |
| 2   | Marek Łbik (kajakarstwo)               | 0     | 1      | 1    | 2 |
| 3   | Janusz Pawłowski (judo)                | 0     | 1      | 0    | 1 |
| 3   | Janusz Olech (szermierka)              | 0     | 1      | 0    | 1 |
| 3   | Andrzej Głąb (zapasy)                  | 0     | 1      | 0    | 1 |
| 3   | Joachim Halupczok (kolarstwo)          | 0     | 1      | 0    | 1 |
| 3   | Zenon Jaskuła (kolarstwo)              | 0     | 1      | 0    | 1 |
| 3   | Marek Leśniewski (kolarstwo)           | 0     | 1      | 0    | 1 |
| 3   | Andrzej Sypytkowski (kolarstwo)        | 0     | 1      | 0    | 1 |
| 4   | Jan Dydak (boks)                       | 0     | 0      | 1    | 1 |
| 4   | Henryk Petrich (boks)                  | 0     | 0      | 1    | 1 |
| 4   | Andrzej Gołota (boks)                  | 0     | 0      | 1    | 1 |
| 4   | Janusz Zarenkiewicz (boks)             | 0     | 0      | 1    | 1 |
| 4   | Izabela Dylewska (kajakarstwo)         | 0     | 0      | 1    | 1 |
| 4   | Artur Wojdat (pływanie)                | 0     | 0      | 1    | 1 |
| 4   | Sławomir Zawada (podnoszenie ciężarów) | 0     | 0      | 1    | 1 |
| 4   | Józef Tracz (zapasy)                   | 0     | 0      | 1    | 1 |

## Występy Polaków

### Boks
- Grzegorz Jabłoński – waga kogucia, przegrał 1. walkę (2. eliminacja)
- Tomasz Nowak – waga piórkowa, odpadł w ćwierćfinale
- Andrzej Możdżeń – waga lekkopółśrednia, przegrał 1. walkę (2. eliminacja)
- Jan Dydak – waga półśrednia, 3.-4. miejsce (brązowy medal)
- Henryk Petrich – waga półciężka, 3.-4. miejsce (brązowy medal)
- Andrzej Gołota – waga ciężka, 3.-4. miejsce (brązowy medal)
- Janusz Zarenkiewicz – waga superciężka, 3.-4. miejsce (brązowy medal)

### Gimnastyka artystyczna
- Teresa Folga – wielobój, 7. miejsce
- Eliza Białkowska – wielobój, 14. miejsce

### Jeździectwo
- Bogusław Jarecki – WKKW, 12. miejsce
- Krzysztof Rogowski – WKKW, 13. miejsce
- Krzysztof Rafalak – WKKW, 21. miejsce
- Eugeniusz Koczorski – WKKW, 33. miejsce
- Drużyna (Jarecki, Rogowski, Rafalak, Koczorski) – WKKW, 4. miejsce

### Judo
- Ireneusz Kiejda – waga musza, odpadł w 1. eliminacjach
- Janusz Pawłowski – waga piórkowa, 2. miejsce (srebrny medal)
- Wiesław Błach – waga lekka, odpadł w 2. eliminacjach
- Waldemar Legień – waga lekkośrednia, 1. miejsce (złoty medal)
- Jacek Beutler – waga półciężka, 5.-6. miejsce
- Andrzej Basik – waga ciężka, odpadł w 2. eliminacjach

### Kajakarstwo
- Izabela Dylewska – K-1 500 m, 3. miejsce (brązowy medal)

- Bożena Książek, Jolanta Łukaszewicz, – K-2 500 m, 9. miejsce
- Bożena Książek, Jolanta Łukaszewicz, Elżbieta Urbańczyk, Katarzyna Weiss – K-4 500 m, 8. miejsce
- Maciej Freimut, Wojciech Kurpiewski – K-2 500 m, 6. miejsce
- Maciej Freimut, Wojciech Kurpiewski, Grzegorz Krawców, Kazimierz Krzyżański – K-4 1000 m, 5. miejsce
- Jan Pinczura – C-1 500 m, 5. miejsce; C-1 1000 m, odpadł w półfinale
- Marek Łbik, Marek Dopierała – C-2 500 m, 2. miejsce (srebrny medal) ; C-2 1000 m, 3. miejsce (brązowy medal)

### Kolarstwo
- Ryszard Dawidowicz – tor, 4000 m na dochodzenie, 5. miejsce
- Ryszard Dawidowicz, Joachim Halupczok, Andrzej Sikorski, Marian Turowski – tor, 4000 m na dochodzenie, 7. miejsce
- Wojciech Pawlak – tor, wyścig punktowy 50 km, 16. miejsce
- Zdzisław Wrona – szosa, 17. miejsce
- Jacek Bodyk – szosa, 28. miejsce
- Andrzej Mierzejewski – szosa, 108. miejsce
- Joachim Halupczok, Zenon Jaskuła, Marek Leśniewski, Andrzej Sypytkowski – szosa drużynowo na czas, 2. miejsce (srebrny medal)

### Lekka atletyka
- Joanna Smolarek – 100 m, odpadła w ćwierćfinale
- Jolanta Janota – 100 m, odpadła w eliminacjach; 200 m, odpadła w ćwierćfinale
- Ewa Pisiewicz – 100 m, odpadła w eliminacjach
- Agnieszka Siwek – 200 m, odpadła w półfinale
- Wanda Panfil – maraton, 22. miejsce
- Genowefa Błaszak – 400 m przez płotki, odpadła w półfinale
- Joanna Smolarek, Jolanta Janota, Ewa Pisiewicz, Agnieszka Siwek – sztafeta 4 × 100 m, 6. miejsce
- Agata Karczmarek – skok w dal, 7. miejsce
- Jolanta Bartczak – skok w dal, odpadła w eliminacjach
- Renata Katewicz – rzut dyskiem, odpadła w eliminacjach
- Tomasz Jędrusik – 400 m, odpadł w półfinale
- Ryszard Ostrowski – 800 m, odpadł w ćwierćfinale
- Bogusław Mamiński – 3000 m z przeszkodami, 8. miejsce
- Krzysztof Krawczyk – skok wzwyż, 12. miejsce
- Artur Partyka – skok wzwyż, odpadł w eliminacjach
- Mirosław Chmara – skok o tyczce, 14.-15. miejsce (nie zaliczył żadnej wysokości w finale)
- Marian Kolasa – skok o tyczce, 14.-15. miejsce (nie zaliczył żadnej wysokości w finale)
- Jacek Pastusiński – trójskok, 8. miejsce
- Andrzej Grabarczyk – trójskok, odpadł w eliminacjach
- Helmut Krieger – pchnięcie kulą, 12. miejsce
- Zdzisław Szlapkin – chód na 20 km, 36. miejsce
- Jacek Bednarek – chód na 50 km, 24. miejsce

### Łucznictwo
- Joanna Kwaśna – 16. miejsce
- Beata Iwanek – 33. miejsce
- Joanna Helbin – 40. miejsce
- Drużyna (Kwaśna, Iwanek, Helbin) – 10. miejsce

### Pięciobój nowoczesny
- Maciej Czyżowicz – 15. miejsce
- Arkadiusz Skrzypaszek – 23. miejsce
- Wiesław Chmielewski – 53. miejsce
- Drużyna (Czyżowicz, Skrzypaszek, Chmielowski) – 9. miejsce

### Pływanie
- Dorota Chylak – 100 m stylem klasycznym, odpadła w eliminacjach (19. czas); 200 m stylem klasycznym, odpadła w eliminacjach (28. czas)
- Kornelia Stawicka – 100 m stylem klasycznym, odpadła w eliminacjach (31. czas); 200 m stylem klasycznym, odpadła w eliminacjach (21. czas)
- Artur Wojdat – 200 m stylem dowolnym, 4. miejsce; 400 m stylem dowolnym, 3. miejsce (brązowy medal) ; 1500 m stylem dowolnym, odpadł w eliminacjach (21. czas)
- Mariusz Podkościelny – 200 m stylem dowolnym, 14. miejsce; 400 m stylem dowolnym, 5. miejsce; 1500 m stylem dowolnym, 5. miejsce
- Rafał Szukała – 100 m stylem motylkowym, 13. miejsce; 200 m stylem motylkowym, odpadł w eliminacjach (17. czas)

### Podnoszenie ciężarów
- Jacek Gutowski – waga musza, 5. miejsce
- Marek Seweryn – waga lekka, 4. miejsce
- Waldemar Kosiński – waga średnia, 6. miejsce
- Krzysztof Siemion – waga półciężka, 5. miejsce
- Sławomir Zawada – waga lekkociężka, 3. miejsce (brązowy medal)
- Andrzej Piotrowski – waga lekkociężka, 4. miejsce
- Stanisław Małysa – waga ciężka II, 7. miejsce

### Skoki do wody
- Tomasz Rossa – trampolina, odpadł w eliminacjach (27. miejsce)

### Strzelectwo
- Dorota Bidołach – pistolet sportowy 25 m, 10. miejsce; pistolet pneumatyczny 10 m, 12.-15. miejsce
- Jerzy Pietrzak – pistolet dowolny 50 m, 14.-15. miejsce; pistolet pneumatyczny 10 m, 7. miejsce
- Adam Kaczmarek – pistolet szybkostrzelny 25 m, 5. miejsce
- Krzysztof Kucharczyk – pistolet szybkostrzelny 25 m, 11.-12. miejsce
- Jerzy Greszkiewicz – karabinek sportowy, strzelanie do ruchomej tarczy, 12.-13. miejsce
- Wojciech Karkusiewicz – karabinek sportowy, strzelanie do ruchomej tarczy, 15.-16. miejsce

### Szermierka
- Jolanta Królikowska – floret, 15. miejsce
- Anna Sobczak – floret, odpadła w eliminacjach (23. miejsce)
- Agnieszka Dubrawska – floret, odpadła w eliminacjach (30. miejsce)
- Małgorzata Breś, Agnieszka Dubrawska, Jolanta Królikowska, Hanna Prusakowska, Anna Sobczak – floret, 10. miejsce
- Bogusław Zych – floret, 15. miejsce
- Marian Sypniewski – floret, 27. miejsce
- Leszek Bandach – floret, 29. miejsce
- Leszek Bandach, Waldemar Ciesielczyk, Piotr Kiełpikowski, Marian Sypniewski, Bogusław Zych – floret, 5. miejsce
- Witold Gadomski – szpada, 21. miejsce
- Ludomir Chronowski – szpada, odpadł w eliminacjach (33. miejsce)
- Cezary Siess – szpada, odpadł w eliminacjach (43. miejsce)
- Ludomir Chronowski, Witold Gadomski, Piotr Kiełpikowski, Cezary Siess, Bogusław Zych – szpada, 10. miejsce
- Janusz Olech – szabla, 2. miejsce (srebrny medal)
- Tadeusz Piguła – szabla, 12. miejsce
- Robert Kościelniakowski – szabla, odpadł w eliminacjach (18. miejsce)
- Marek Gniewkowski, Andrzej Kostrzewa, Robert Kościelniakowski, Tadeusz Piguła, Janusz Olech – szabla, 5. miejsce

### Tenis
- Wojciech Kowalski – odpadł w 1/32 finału

### Tenis stołowy
- Andrzej Grubba – odpadł w 1/8 finału
- Leszek Kucharski – odpadł w 1/8 finału
- Piotr Molenda – odpadł w eliminacjach grupowych
- Andrzej Grubba, Leszek Kucharski – 6. miejsce

### Wioślarstwo
- Elżbieta Jankowska, Zyta Jarka, Elwira Lorenz, Czesława Szczepińska, Grażyna Błąd-Kotwica (sterniczka) – czwórki ze sternikiem, 8. miejsce
- Kajetan Broniewski – jedynki, 5. miejsce
- Wojciech Jankowski, Jacek Streich, Ireneusz Omięcki (sternik) – dwójki ze sternikiem, 9. miejsce
- Sławomir Cieślakowski, Andrzej Krzepiński, Mirosław Mruk, Tomasz Świątek – czwórki podwójne, 7. miejsce

### Zapasy
- Andrzej Głąb – styl klasyczny, waga papierowa, 2. miejsce (srebrny medal)
- Roman Kierpacz – styl klasyczny, waga musza, 5. miejsce
- Ryszard Wolny – styl klasyczny, waga kogucia, odpadł w eliminacjach
- Mieczysław Tracz – styl klasyczny, waga piórkowa, odpadł w eliminacjach
- Jerzy Kopański – styl klasyczny, waga lekka, 5. miejsce
- Józef Tracz – styl klasyczny, waga półśrednia, 3. miejsce (brązowy medal)
- Bogdan Daras – styl klasyczny, waga średnia, 8. miejsce
- Andrzej Malina – styl klasycznym waga półciężka, odpadł w eliminacjach
- Andrzej Wroński – styl klasyczny, waga ciężka, 1. miejsce (złoty medal)
- Roman Wrocławski – styl klasyczny, waga superciężka, 7. miejsce
- Władysław Stecyk – styl wolny, waga musza, odpadł w eliminacjach
- Dariusz Grzywiński – styl wolny, waga kogucia, odpadł w eliminacjach
- Marian Skubacz – styl wolny, waga piórkowa, odpadł w eliminacjach
- Andrzej Kubiak – styl wolny, waga lekka, odpadł w eliminacjach
- Andrzej Radomski – styl wolny, waga średnia, odpadł w eliminacjach
- Jerzy Nieć – styl wolny, waga półciężka, odpadł w eliminacjach
- Wojciech Wala – styl wolny, waga ciężka, odpadł w eliminacjach
- Adam Sandurski – styl wolny, waga superciężka, 7. miejsce

### Żeglarstwo
- Grzegorz Myszkowski – windsurfing Lechner, 17. miejsce
- Henryk Blaszka – Finn, 20. miejsce

### Taekwondo – dyscyplina pokazowa
- Mariusz Zdonek
- Wojciech Kowalski
- Piotr Radke